# Janus Jahn
Janus Ditlev Simoni Jahn, född 13 januari 1928 i Köpenhamn, död 16 mars 2011 i Stala församling i Västra Götalands län, var en dansk-svensk grafiker, målare och tecknare.
Han var son till ingenjören Jens Simoni Jahn och Jeanette Dubsky samt från 1953 gift med Ingegerd Jahn. Han kom till Sverige 1943 och studerade konst för Nils Wedel vid Slöjdföreningens skola 1944-1947 och för Endre Nemes vid Valands målarskola 1948-1951 som han följde upp med studieresor till bland annat Frankrike, Nederländerna, Finland och Jugoslavien. Separat ställde han ut på Börjessons konsthandel i Göteborg 1952 som följdes av Modern konst i hemmiljö i Stockholm 1953 samt separatutställningar i bland annat Jönköping, Odense, Laxå och Karlskoga. Han medverkade regelbundet i olika samlingsutställningar i Göteborg bland annat med Göteborgs konstnärsklubb. Han var representerad i portföljen 6 träsnitt som utgavs 1952. Han valde till stor del sina motiv från forngrekisk dikt och mytologi. Jahn är representerad vid bland annat Länsmuseet i Jönköping.